# Juan Díaz de la Guerra
Juan Díaz de la Guerra (Jerez de la Frontera, Cadis,1726 - Sigüenza, 1800), religiós tomista i il·lustrat, bisbe de Mallorca i de Sigüenza.
Nascut en el si d'una acomodada família noble de Jerez, estudià filosofia i teologia amb els dominics (1738-1746). El 1747 anà a la Universitat de Granada on obtingué el títol de llicenciat en cànons (1751). El 1756 va fer oposicions a la canongia doctoral de Toledo, on fou visitador eclesiàstic. Vinculat als ambients de la cort, Carles III li atorgà el càrrec d'auditor de la Rota a Roma (1765). El 1772 començà a exercir com a bisbe de Mallorca. A Mallorca creà la biblioteca episcopal amb llibres procedents, en part, dels convents extingits dels jesuïtes, i encomanà als dominicans el seminari conciliar, al qual agregà el Col·legi de la Sapiència. El 1773 inicià la publicació de la Summa Theologica de Tomàs d'Aquino, de la qual només sortiren els primers vuit volums (1773-76). El seu antilul·lisme el portà a suprimir la Causa Pia Lul·liana i qualsevol culte litúrgic popular a Ramon Llull. També s'oposà al culte popular a Cabrit i Bassa. Prohibí, a més, d'acord amb les disposicions borbòniques, la predicació en català i ordenà que les partides sacramentals fossin escrites en castellà. Trobà en la seva actitud els suports dels dominicans i de l'audiència, però s'enemistà amb l'ajuntament, el capítol, el capità general Antoni d'Alòs i el poble en general, enemistat que motivà el seu trasllat a la diòcesi de Sigüenza (1778). El seu bisbat va ser extremadament polèmic i va generar moltes antipaties. A Sigüenza es distingí per la seva dedicació i eficàcia a fomentar obres d'utilitat pública: establí una granja experimental, fundà fàbriques de teixits i de paper, reforma el castell palau dels bisbes i construí un barri nou el 1781 (Barri de San Roque) i un poble entorn del castell de Jubera. En morir, llegà a la col·legiata de Jerez la seva biblioteca particular.